# Frikjent
Frikjent (internationale Engelse titel: Acquitted) is een Noorse dramaserie die uit twee seizoenen bestaat met achttien afleveringen (2015-2016). De serie werd geproduceerd door Miso Film Norge en uitgezonden door TV 2. In Nederland is de serie uitgezonden door Film1 Action en Netflix.
Het tweede seizoen van acht afleveringen werd in Noorwegen uitgezonden eind 2016 op TV 2. Hiervoor heeft de zender 60 miljoen Noorse kronen betaald.

## Verhaal
Serie 1 van 10 afleveringen
Aksel Borgen, een succesvolle zakenman die al vele jaren in Azië werkt, wordt gevraagd terug te keren naar zijn Noorse geboortedorp om het bedrijf Solar Tech van de ondergang te redden dat bijna de hele lokale bevolking werkgelegenheid verschaft. Aksel verliet twintig jaar geleden noodgedwongen zijn geboorteplaats, nadat hij veroordeeld en later vrijgesproken werd voor de moord op zijn schoolvriendin Karine Hansteen. Zij was de dochter van William, die het noodlijdende bedrijf leidt, en zijn dominante vrouw Eva. Bij zijn terugkomst in zijn geboortedorp merkt Aksel al snel dat hij nog steeds verdacht wordt van de moord. Hij besluit nu het bedrijf te redden en tegelijkertijd zijn naam te zuiveren. Hij moet daarbij opboksen tegen de vijandige houding van de dorpsbewoners en van zijn eigen moeder, die hem wantrouwt. Aan het eind van de eerste serie is er een bekentenis en lijkt de moordzaak opgelost.
Serie 2 van 8 afleveringen
Aan het begin van de tweede serie wordt de bekentenis ingetrokken en heeft Aksel het gevoel dat hij terug is bij af. Er wordt een proces gevoerd tegen degene die bekend had, maar door het intrekken van die bekentenis is er geen bewijs. Tijdens de rechtszaak wordt Aksel opnieuw als de dader genoemd. Ook wordt over zijn afkomst een uitspraak gedaan, die door zijn moeder bevestigd wordt. Het hele dorp blijft hem zien als de moordenaar van Karine. Ook omdat Solar Tech, dat hij zou redden, inmiddels gesloten is, wordt hem hardhandig duidelijk gemaakt dat hij beter kan vertrekken. Hij wil niet weg, want hij is vastbesloten om zijn onschuld aan te tonen. Alleen de officier van justitie Amina staat aan zijn kant, maar door zijn obsessieve gedrag vervreemdt hij ook haar uiteindelijk van zich. Als weer een meisje sterft, wordt Aksels broer Erik verdacht. Uiteindelijk wordt de ware toedracht duidelijk van Karines dood, waarna een dramatische ontknoping volgt.

## Locatie

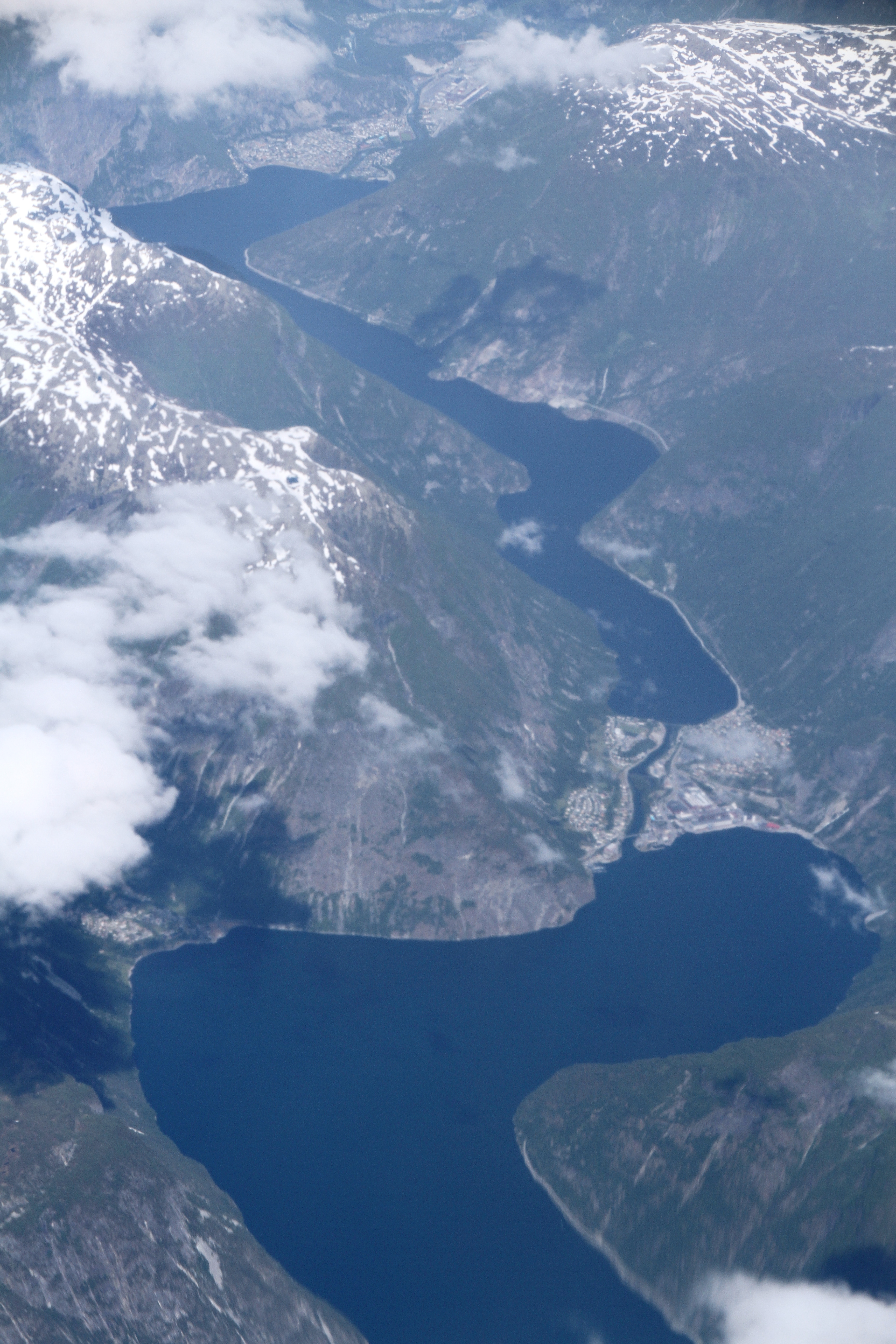
Årdalstangen als decor voor het dorp Lifjord in de serie.

De serie is opgenomen in de schilderachtige omgeving van Sogn, met Årdalstangen als decor voor het fjord dorp Lifjord. De serie speelt zich af in de nabijheid van het dorp, de bergen en de fjorden. 
De opvallende wenteltrap en boardroom van Solar Tech ligt in het Powerhouse Kjørbo in Sandvika.

## Rolverdeling
| Personage             | Omschrijving                                      | Acteur                | Seizoenen |
| --------------------- | ------------------------------------------------- | --------------------- | --------- |
| Aksel (Nilsen) Borgen | Zakenman, vrijgesproken, maar nog steeds verdacht | Nicolai Cleve Broch   | 1, 2      |
| Angeline Borgen       | Aksels vrouw in Kuala Lumpur                      | Elaine Tan            | 1 (2)     |
| Tim Borgen            | Zoon van Aksel en Angeline                        | Mathias Romano        | 1         |
| Eva Hansteen          | Moeder van Karine                                 | Lena Endre            | 1, 2      |
| William Hansteen      | Vader van Karine                                  | Ingar Helge Gimle     | 1, 2      |
| Lars Hansteen         | Zoon van Eva en William                           | Henrik Rafaelsen      | 1, 2      |
| Inger Moen Hansteen   | Vrouw van Lars en stiefmoeder van Helene          | Ellen Dorrit Petersen | 1, 2      |
| Helene Hansteen       | Dochter van Lars                                  | Susanne Boucher       | 1, 2      |
| Mai-Britt Nilsen      | Moeder van Aksel en Erik                          | Anne Marit Jacobsen   | 1, 2      |
| Erik Nilsen           | Broer van Aksel                                   | Tobias Santelmann     | 1, 2      |
| Finn Kristoffersen    | Politiechef                                       | Øystein Røger         | 1, 2      |
| Tonje Sandvik         | Jeugdvriendin van Aksel                           | Synnøve Macody Lund   | 1, 2      |
| Svein Eriksen         | Vertegenwoordiger Solar Technik                   | Fridtjov Såheim       | 1, 2      |
| Marianne Eriksen      | Vrouw van Svein                                   | Anna Bache-Wiig       | 1, 2      |
| Per Olav Nupen        | Dorpsbewoner en verdachte                         | Anderz Eide           | 1, 2      |
| Amina Sahir           | Officier van Justitie                             | Amrita Acharya        | 2         |
| Otto Haudeman         | Advocaat                                          | Trond Espen Seim      | 2         |

## Distributie
| Land                        | Distributeur                 | Logo | Media      | Première/releasedatum                          |
| --------------------------- | ---------------------------- | ---- | ---------- | ---------------------------------------------- |
| Denemarken                  | TV 2 (Denemarken)            |      | Tv         | 11 september 2015                              |
| Finland                     | MTV3                         |      | Tv         | 12 november 2015                               |
| Verenigd Koninkrijk Ierland | Sky Arts                     |      | Tv betaald | 13 januari 2016                                |
| IJsland                     | RÚV                          |      | Tv         |                                                |
| Nederland                   | Film1 Action                 |      | Tv betaald | 27 september 2015                              |
| Nederland                   | Netflix                      |      | Tv betaald | 15 december 2017 (14 december 2018 verwijderd) |
| Nederland                   | Lumière Home Entertainment   |      | DVD        | 28 juli 2015                                   |
| Noorwegen                   | TV 2                         |      | Tv         | 2 maart 2015                                   |
| Slovenië                    | RTVSLO                       |      | Tv         | 17 januari 2017                                |
| Zweden                      | SVT                          |      | Tv         | 26 april 2015                                  |
| Scandinavië                 | Nordisk Film                 |      | Alle media | 2015                                           |
| Wereldwijd                  | FremantleMedia International |      | Alle media | 2015                                           |
| Canada (Québec)             | Télé-Québec                  |      | Tv         | 1 juni 2017                                    |

## Alternatieve titels
| Land                | Titel                    |
| ------------------- | ------------------------ |
| Duitsland           | Lifjord - Der Freispruch |
| Denemarken          | Frikendt                 |
| Finland             | Mustamaalattu            |
| Hongarije           | Felmentő ítélet          |
| IJsland             | Sýknaður                 |
| Noorwegen           | Frikjent                 |
| Rusland             | Оправданный              |
| Slovenië            | Oproščen                 |
| Spanje              | Absuelto                 |
| Zweden              | Frikänd                  |
| Wereldwijd (Engels) | Acquitted                |
| Canada (Québec)     | Acquitté                 |